# 50. Kongress der Vereinigten Staaten
Der 50. Kongress der Vereinigten Staaten, bestehend aus dem Repräsentantenhaus und dem Senat, war die Legislative der Vereinigten Staaten. Seine Legislaturperiode dauerte vom 4. März 1887 bis zum 4. März 1889. Alle Abgeordneten des Repräsentantenhauses sowie ein Drittel der Senatoren (Klasse I) waren im Jahr 1886 bei den Kongresswahlen gewählt worden. Dabei ergaben sich in den beiden Kammern unterschiedliche Mehrheiten. Im Senat hatte die Republikanische Partei die Mehrheit, während im Repräsentantenhaus die Demokraten dominierten, die mit Grover Cleveland auch den Präsidenten stellten. Die Vereinigten Staaten bestanden zu dieser Zeit aus 38 Bundesstaaten. Der Kongress tagte in der amerikanischen Bundeshauptstadt Washington, D.C. Die Sitzverteilung im Repräsentantenhaus basierte auf der Volkszählung von 1880.

## Wichtige Ereignisse
Siehe auch 1887 1888 und 1889
- 4. März 1887: Beginn der Legislaturperiode des 50. Kongresses
- 4. April 1887: Mit Susanna M. Salter wird erstmals in den USA eine Frau zur Bürgermeisterin einer Stadt gewählt. Sie übt dieses Amt in Argonia in Kansas aus.
- 12. Januar 1888: Der Schoolchildren’s Blizzard sucht die Bundesstaaten Montana, Minnesota, Nebraska, Kansas, und Texas sowie das Dakota-Territorium heim. Dabei sterben 235 Menschen, darunter viele Kinder, die auf dem Heimweg von der Schule waren.
- 13. Januar 1888. In Washington DC wird die National Geographic Society gegründet.
- 11. März 1888: Bei einem weiteren Blizzard, der auch unter dem Namen Großer Schneesturm von 1888 bekannt ist sterben über 400 Menschen.
- 1. Mai 1888. Der Kongress billigt die Gründung der Fort Belknap Indian Reservation (Indianerreservat).
- 9. Oktober 1888: In Washington DC wird das Washington Monument eröffnet.
- 6. November 1888: Präsidentschafts- und Kongresswahlen in den USA. Präsident Cleveland unterliegt dem Republikaner Benjamin Harrison, der am 4. März 1889 sein neues Amt antritt. Im Kongress gewann die Republikanische Partei die Mehrheit in beiden Kammern.
- 15. Januar 1889: Gründung der Coca-Cola Company.

## Die wichtigsten Gesetze
In den Sitzungsperioden des 50. Kongresses wurden unter anderem folgende Bundesgesetze verabschiedet (siehe auch: Gesetzgebungsverfahren):
- 8. Oktober 1888: Chinese Exclusion Act
- 14. Januar 1889: Nelson Act of 1889
- 22. Februar 1889: Enabling Act of 1889

## Zusammensetzung nach Parteien

### Senat
- Demokratische Partei: 37
- Republikanische Partei: 39
- Sonstige: 0
- Vakant: 0

Gesamt: 76

### Repräsentantenhaus
- Demokratische Partei: 167
- Republikanische Partei: 152
- Sonstige: 6
- Vakant: 0

Gesamt: 325
Außerdem gab es noch acht nicht stimmberechtigte Kongressdelegierte.

## Amtsträger

### Senat
- Präsident des Senats: Vakant
- Präsident pro tempore: John James Ingalls (R)

### Repräsentantenhaus
- Sprecher des Repräsentantenhauses: John Griffin Carlisle (D)

## Senatsmitglieder
Im 50. Kongress vertraten folgende Senatoren ihre jeweiligen Bundesstaaten:
| Alabama - 2. John Tyler Morgan (D) - 3. James L. Pugh (D) Arkansas - 2. James Henderson Berry (D) - 3. James Kimbrough Jones (D) Kalifornien - 1. George Hearst (D) - 3. Leland Stanford (R) Colorado - 2. Thomas M. Bowen (R) - 3. Henry Moore Teller (R) Connecticut - 1. Joseph Roswell Hawley (R) - 3. Orville H. Platt (R) Delaware - 1. George Gray (D) - 2. Eli M. Saulsbury (D) Florida - 1. Samuel Pasco (D) ab dem 19. Mai 1887 - 3. Wilkinson Call (D) Georgia - 2. Alfred H. Colquitt (D) - 3. Joseph E. Brown (D) Illinois - 2. Shelby Moore Cullom (R) - 3. Charles B. Farwell (R) Indiana - 1. David Turpie (D) - 3. Daniel W. Voorhees (D) Iowa - 2. James F. Wilson (R) - 3. William B. Allison (R) Kansas - 2. Preston B. Plumb (R) - 3. John James Ingalls (R) Kentucky - 2. James B. Beck (D) - 3. Joseph Blackburn (D) Louisiana - 2. Randall L. Gibson (D) - 3. James B. Eustis (D) Maine - 1. Eugene Hale (R) - 2. William P. Frye (R) Maryland - 1. Arthur Pue Gorman (D) - 3. Ephraim King Wilson (D) Massachusetts - 1. Henry L. Dawes (R) - 2. George Frisbie Hoar (R) Michigan - 1. Francis B. Stockbridge (R) - 2. Thomas W. Palmer (R) Minnesota - 1. Cushman Kellogg Davis (R) - 2. Dwight May Sabin (R) | Mississippi - 1. James Z. George (D) - 2. Edward C. Walthall (D) Missouri - 1. Francis Cockrell (D) - 3. George Graham Vest (D) Nebraska - 1. Algernon Sidney Paddock (R) - 2. Charles F. Manderson (R) Nevada - 1. William M. Stewart (R) - 3. John P. Jones (R) New Hampshire - 2. Person Colby Cheney (R) bis zum 14. Juni 1887 - William E. Chandler (R) ab dem 14. Juni 1887 - 3. Henry W. Blair (R) New Jersey - 1. Rufus Blodgett (D) - 2. John R. McPherson (D) New York - 1. Frank Hiscock (R) - 3. William M. Evarts (R) North Carolina - 2. Matt Whitaker Ransom (D) - 3. Zebulon Baird Vance (D) Ohio - 1. John Sherman (R) - 3. Henry B. Payne (D) Oregon - 2. Joseph N. Dolph (R) - 3. John H. Mitchell (R) Pennsylvania - 1. Matthew Quay (R) - 3. James Donald Cameron (R) Rhode Island - 1. Nelson W. Aldrich (R) - 2. Jonathan Chace (R) South Carolina - 2. Matthew Butler (D) - 3. Wade Hampton III. (D) Tennessee - 1. William B. Bate (D) - 2. Isham G. Harris (D) Texas - 1. John Henninger Reagan (D) - 2. Richard Coke (D) Vermont - 1. George F. Edmunds (R) - 3. Justin Smith Morrill (R) Virginia - 1. John W. Daniel (D) - 2. Harrison H. Riddleberger (Readjuster Party) West Virginia - 1. Charles James Faulkner (D) - 2. John E. Kenna (D) Wisconsin - 1. Philetus Sawyer (R) - 3. John Coit Spooner (R) |

## Mitglieder des Repräsentantenhauses
Folgende Kongressabgeordnete vertraten im 50. Kongress die Interessen ihrer jeweiligen Bundesstaaten:
| Alabama 8 Wahlbezirke - 1. James T. Jones (D) - 2. Hilary A. Herbert (D) - 3. William C. Oates (D) - 4. Alexander C. Davidson (D) - 5. James E. Cobb (D) - 6. John H. Bankhead (D) - 7. William Henry Forney (D) - 8. Joseph Wheeler (D) Arkansas 5 Wahlbezirke. - 1. Poindexter Dunn (D) - 2. Clifton R. Breckinridge (D) - 3. Thomas Chipman McRae (D) - 4. John H. Rogers (D) - 5. Samuel W. Peel (D) Kalifornien 6 Wahlbezirke. - 1. Thomas Larkin Thompson (D) - 2. Marion Biggs (D) - 3. Joseph McKenna (R) - 4. William W. Morrow (R) - 5. Charles N. Felton (R) - 6. William Vandever (R) Colorado Staatsweite Wahl - George G. Symes (R) Connecticut 4 Wahlbezirke - 1. Robert J. Vance (D) - 2. Carlos French (D) - 3. Charles A. Russell (R) - 4. Miles T. Granger (D) Delaware Staatsweite Wahl - John B. Penington (D) Florida Zwei Wahlbezirke - 1. Robert H. M. Davidson (D) - 2. Charles Dougherty (D) Georgia 10 Wahlbezirke - 1. Thomas M. Norwood (D) - 2. Henry Gray Turner (D) - 3. Charles Frederick Crisp (D) - 4. Thomas Wingfield Grimes (D) - 5. John D. Stewart (D) - 6. James Henderson Blount (D) - 7. Judson C. Clements (D) - 8. Henry Hull Carlton (D) - 9. Allen D. Candler (D) - 10. George Thomas Barnes (D) Illinois 20 Wahlbezirke - 1. Ransom W. Dunham (R) - 2. Frank Lawler (D) - 3. William E. Mason (R) - 4. George E. Adams (R) - 5. Albert J. Hopkins (R) - 6. Robert R. Hitt (R) - 7. Thomas J. Henderson (R) - 8. Ralph Plumb (R) - 9. Lewis E. Payson (R) - 10. Philip S. Post (R) - 11. William H. Gest (R) - 12. George A. Anderson (D) - 13. William McKendree Springer (D) - 14. Jonathan H. Rowell (R) - 15. Joseph Gurney Cannon (R) - 16. Silas Z. Landes (D) - 17. Edward Lane (D) - 18. Jehu Baker (R) - 19. Richard W. Townshend (D) - 20. John R. Thomas (R) Indiana 13 Wahlbezirke - 1. Alvin Peterson Hovey (R) bis zum 17. Januar 1889 - Francis B. Posey (R) ab dem 29. Januar 1889 - 2. John H. O’Neall (D) - 3. Jonas G. Howard (D) - 4. William S. Holman (D) - 5. Courtland C. Matson (D) - 6. Thomas M. Browne (R) - 7. William D. Bynum (D) - 8. James T. Johnston (R) - 9. Joseph B. Cheadle (R) - 10. William D. Owen (R) - 11. George Washington Steele (R) - 12. James Bain White (R) - 13. Benjamin F. Shively (D) Iowa 11 Wahlbezirke - 1. John H. Gear (R) - 2. Walter I. Hayes (D) - 3. David B. Henderson (R) - 4. William E. Fuller (R) - 5. Daniel Kerr (R) - 6. James B. Weaver (Greenback Party) - 7. Edwin H. Conger (R) - 8. Albert R. Anderson (unabhängiger Republikaner) - 9. Joseph Lyman (R) - 10. Adoniram J. Holmes (R) - 11. Isaac S. Struble (R) Kansas 7 Wahlbezirke - 1. Edmund Morrill (R) - 2. Edward H. Funston (R) - 3. Bishop W. Perkins (R) - 4. Thomas Ryan (R) - 5. John Alexander Anderson (unabhängiger Republikaner) - 6. Erastus J. Turner (R) - 7. Samuel R. Peters (R) Kentucky 11 Wahlbezirke - 1. William Johnson Stone (D) - 2. Polk Laffoon (D) - 3. W. Godfrey Hunter (R) - 4. Alexander B. Montgomery (D) - 5. Asher G. Caruth (D) - 6. John Griffin Carlisle (D) - 7. William Breckinridge (D) - 8. James B. McCreary (D) - 9. George M. Thomas (R) - 10. William P. Taulbee (D) - 11. Hugh F. Finley (R) Louisiana 6 Wahlbezirke - 1. Theodore Stark Wilkinson (D) - 2. Matthew D. Lagan (D) - 3. Edward James Gay (D) - 4. Newton C. Blanchard (D) - 5. Cherubusco Newton (D) - 6. Edward White Robertson (D) bis zum 2. August 1887 - Samuel Matthews Robertson (D) ab dem 5. Dezember 1887 Maine 4 Wahlbezirke - 1. Thomas Brackett Reed (R) - 2. Nelson Dingley (R) - 3. Seth L. Milliken (R) - 4. Charles A. Boutelle (R) Maryland 6 Wahlbezirke. - 1. Charles Hopper Gibson (D) - 2. Frank Thomas Shaw (D) - 3. Harry Welles Rusk (D) - 4. Isidor Rayner (D) - 5. Barnes Compton (D) - 6. Louis E. McComas (R) Massachusetts 12 Wahlbezirke - 1. Robert T. Davis (R) - 2. John D. Long (R) - 3. Leopold Morse (D) - 4. Patrick Collins (D) - 5. Edward D. Hayden (R) - 6. Henry Cabot Lodge Sr. (R) - 7. William Cogswell (R) - 8. Charles Herbert Allen (R) - 9. Edward Burnett (D) - 10. John E. Russell (D) - 11. William Whiting (R) - 12. Francis W. Rockwell (R) Michigan 11 Wahlbezirke - 1. John Logan Chipman (D) - 2. Edward P. Allen (R) - 3. James O’Donnell (R) - 4. Julius C. Burrows (R) - 5. Melbourne H. Ford (D) - 6. Mark S. Brewer (R) - 7. Justin Rice Whiting (D) - 8. Timothy E. Tarsney (D) - 9. Byron M. Cutcheon (R) - 10. Spencer O. Fisher (D) - 11. Seth C. Moffatt (R) bis zum 22. Dezember 1887 - Henry W. Seymour (R) ab dem 14. Februar 1888 Minnesota 5. Wahlbezirke - 1. Thomas Wilson (D) - 2. John Lind (R) - 3. John L. MacDonald (D) - 4. Edmund Rice (D) - 5. Knute Nelson (R) Mississippi 7 Wahlbezirke - 1. John Mills Allen (D) - 2. James B. Morgan (D) - 3. Thomas C. Catchings (D) - 4. Frederick G. Barry (D) - 5. Chapman L. Anderson (D) - 6. T. R. Stockdale (D) - 7. Charles E. Hooker (D) Missouri 14 Wahlbezirke - 1. William H. Hatch (D) - 2. Charles H. Mansur (D) - 3. Alexander Monroe Dockery (D) - 4. James Nelson Burnes (D) bis zum 23. Januar 1889 - Charles F. Booher (D) ab dem 19. Februar 1889 - 5. William Warner (R) - 6. John T. Heard (D) - 7. John E. Hutton (D) - 8. John Joseph O’Neill (D) - 9. John Milton Glover (D) - 10. Martin L. Clardy (D) - 11. Richard P. Bland (D) - 12. William J. Stone (D) - 13. William H. Wade (R) - 14. James P. Walker (D) | Nebraska 3 Wahlbezirke - 1. John A. McShane (D) - 2. James Laird (R) - 3. George Dorsey (R) Nevada Staatsweite Wahl - William Woodburn (R) New Hampshire 2 Wahlbezirke - 1. Luther F. McKinney (D) - 2. Jacob Harold Gallinger (R) New Jersey 7 Wahlbezirke - 1. George Hires (R) - 2. James Buchanan (R) - 3. John Kean (R) - 4. James N. Pidcock (D) - 5. William Walter Phelps (R) - 6. Herman Lehlbach (R) - 7. William McAdoo (D) New York 34 Wahlbezirke - 1. Perry Belmont (D) bis zum 1. Dezember 1888, danach blieb der Sitz vakant - 2. Felix Campbell (D) - 3. Stephen V. White (R) - 4. Peter P. Mahoney (D) - 5. Archibald Meserole Bliss (D) - 6. Amos J. Cummings (D) - 7. Lloyd Bryce (D) - 8. Timothy J. Campbell (D) - 9. Samuel S. Cox (D) - 10. Francis B. Spinola (D) - 11. Truman A. Merriman (D) - 12. William Bourke Cockran (D) - 13. Ashbel P. Fitch (D) - 14. William G. Stahlnecker (D) - 15. Henry Bacon (D) - 16. John H. Ketcham (R) - 17. Stephen T. Hopkins (R) - 18. Edward W. Greenman (D) - 19. Nicholas T. Kane (D) bis zum 14. September 1887 - Charles Tracey (D) ab dem 8. November 1887 - 20. George West (R) - 21. John H. Moffitt (R) - 22. Abraham X. Parker (R) - 23. James S. Sherman (R) - 24. David Wilber (R) - 25. James J. Belden (R) ab dem 8. November 1887 - 26. Milton De Lano (R) - 27. Newton W. Nutting (R) - 28. Thomas S. Flood (R) - 29. Ira Davenport (R) - 30. Charles S. Baker (R) - 31. John G. Sawyer (R) - 32. John M. Farquhar (R) - 33. John B. Weber (R) - 34. William G. Laidlaw (R) North Carolina 9 Wahlbezirke - 1. Louis C. Latham (D) - 2. Furnifold Simmons (D) - 3. Charles W. McClammy (D) - 4. John Nichols (Unabhängiger) - 5. John M. Brower (R) - 6. Alfred Rowland (D) - 7. John S. Henderson (D) - 8. William H. H. Cowles (D) - 9. Thomas D. Johnston (D) Ohio 21 Wahlbezirke - 1. Benjamin Butterworth (R) - 2. Charles Elwood Brown (R) - 3. Elihu S. Williams (R) - 4. Samuel S. Yoder (D) - 5. George E. Seney (D) - 6. Melvin M. Boothman (R) - 7. James E. Campbell (D) - 8. Robert P. Kennedy (R) - 9. William C. Cooper (R) - 10. Jacob Romeis (R) - 11. Albert C. Thompson (R) - 12. Jacob J. Pugsley (R) - 13. Joseph H. Outhwaite (D) - 14. Charles Preston Wickham (R) - 15. Charles H. Grosvenor (R) - 16. Beriah Wilkins (D) - 17. Joseph D. Taylor (R) - 18. William McKinley (R) - 19. Ezra B. Taylor (R) - 20. George W. Crouse (R) - 21. Martin A. Foran (D) Oregon Staatsweite Wahl - Binger Hermann (R) Pennsylvania 27 Wahlbezirke. Außerdem wurde ein Abgeordneter staatsweit gewählt - 1. Henry H. Bingham (R) - 2. Charles O’Neill (R) - 3. Samuel J. Randall (D) - 4. William D. Kelley (R) - 5. Alfred C. Harmer (R) - 6. Smedley Darlington (R) - 7. Robert Morris Yardley (R) - 8. Daniel Ermentrout (D) - 9. John Andrew Hiestand (R) - 10. William Henry Sowden (D) - 11. Charles R. Buckalew (D) - 12. John Lynch (D) - 13. Charles N. Brumm (R) - 14. Franklin Bound (R) - 15. Frank Charles Bunnell (R) - 16. Henry Clay McCormick (R) - 17. Edward Scull (R) - 18. Louis E. Atkinson (R) - 19. Levi Maish (D) - 20. John Patton (R) - 21. Welty McCullogh (R) - 22. John Dalzell (R) - 23. Thomas McKee Bayne (R) - 24. Oscar Lawrence Jackson (R) - 25. James Thompson Maffett (D) - 26. Norman Hall (R) - 27. William Lawrence Scott (D) - 28. Edwin Sylvanus Osborne (R) staatsweit gewählt Rhode Island 2 Wahlbezirke - 1. Henry J. Spooner (R) - 2. Warren O. Arnold (R) South Carolina 7 Wahlbezirke. - 1. Samuel Dibble (D) - 2. George D. Tillman (D) - 3. James S. Cothran (D) - 4. William H. Perry (D) - 5. John J. Hemphill (D) - 6. George W. Dargan (D) - 7. William Elliott (D) Tennessee 10 Wahlbezirke - 1. Roderick R. Butler (R) - 2. Leonidas C. Houk (R) - 3. John R. Neal (D) - 4. Benton McMillin (D) - 5. James D. Richardson (D) - 6. Joseph E. Washington (D) - 7. Washington C. Whitthorne (D) - 8. Benjamin A. Enloe (D) - 9. Presley T. Glass (D) - 10. James Phelan (D) Texas 11 Wahlbezirke. - 1. Charles Stewart (D) - 2. John Henninger Reagan (D) bis zum 4. März 1887 - William Harrison Martin (D) ab dem 4. November 1887 - 3. Constantine B. Kilgore (D) - 4. David B. Culberson (D) - 5. Silas Hare (D) - 6. Joseph Abbott (D) - 7. William H. Crain (D) - 8. Littleton W. Moore (D) - 9. Roger Q. Mills (D) - 10. Joseph D. Sayers (D) - 11. Samuel W. T. Lanham (D) Vermont 2 Wahlbezirke - 1. John Wolcott Stewart (R) - 2. William W. Grout (R) Virginia 10 Wahlbezirke - 1. Thomas H. B. Browne (R) - 2. George E. Bowden (R) - 3. George D. Wise (D) - 4. William E. Gaines (R) - 5. John Robert Brown (R) - 6. Samuel I. Hopkins (Labor Party) - 7. Charles Triplett O’Ferrall (D) - 8. William Lee (D) - 9. Henry Bowen (R) - 10. Jacob Yost (R) West Virginia 4 Wahlbezirke - 1. Nathan Goff (R) - 2. William L. Wilson (D) - 3. Charles P. Snyder (D) - 4. Charles E. Hogg (D) Wisconsin 9 Wahlbezirke - 1. Lucien B. Caswell (R) - 2. Richard W. Guenther (R) - 3. Robert M. La Follette (R) - 4. Henry Smith (Labor Party) - 5. Thomas R. Hudd (D) - 6. Charles B. Clark (R) - 7. Ormsby B. Thomas (R) - 8. Nils P. Haugen (R) - 9. Isaac Stephenson (R) |

Nicht stimmberechtigte Mitglieder im Repräsentantenhaus:
- Arizona-Territorium: Marcus A. Smith (D)
- Dakota-Territorium: Oscar S. Gifford (R)
- Idaho-Territorium: Fred Dubois (R)
- Montana-Territorium: Joseph Toole (D)
- New-Mexico-Territorium: Antonio Joseph (D)
- Utah-Territorium: John Thomas Caine (D)
- Washington-Territorium: Charles Stewart Voorhees (D)
- Wyoming-Territorium: Joseph Maull Carey (R)